# Homem-Areia
Homem-Areia (The Sandman em inglês) é um personagem das histórias em quadrinhos norte-americanas da Marvel Comics, criado por Stan Lee e Steve Ditko no ano de 1963, primitivamente como um inimigo do Homem-Aranha.
Apesar de em determinado momento adotar o sobrenome Marko, o Homem-Areia não é parente de Cain Marko, o Fanático, da série X-Men. 
Em 2009, o Homem-Areia foi elencado como o 72º maior vilão de quadrinhos de todos os tempos.

## História
William Baker, quando criança, morava no Brooklin e perdeu seu pai muito cedo. A partir de certa idade, ele entrou para o mundo do crime usando o nome de Flint Marko. Ele acabou preso e enviado a uma colônia penal na Polinésia Francesa. Quando conseguiu escapar da prisão, fugiu para uma ilha próxima, onde um teste de arma nuclear era iminente. O impacto indireto de radiação que Flint sofreu em contato com a areia da praia lhe concedeu o poder de se transformar em uma grande massa metamorfa. Geralmente, usa seu poder para moldar seus braços em marretas descomunais e penetrar frestas, o que facilita a prática de furtos.  
Ele ainda é capaz de criar roupas para cobrir seu corpo usando sua "carne-areia", mas esses trajes tinham sempre a aparência do uniforme da colônia penal: camisa verde listrada e calça marrom. 
A atividade criminosa do Homem-Areia é sempre frustrada pelo Homem-Aranha, seu maior inimigo. O ressentimento contra o herói e a possibilidade lucrativa de se livrar dele levaram Baker a se engajar no Sexteto Sinistro, grupo criado com o propósito específico de eliminar o Escalador de Paredes. Antes disso, ele já tinha feito parte do Quarteto Terrível, que rivalizava com o Quarteto Fantástico. Nessas histórias, aliás, Jack Kirby alterou o uniforme do vilão, fazendo-o parecer mais maligno. A partir daí, os desenhistas têm alternado o uniforme do Homem-Areia. Quando o querem menos mau, o desenham com a caracterização antiga. Já quando o enredo o torna mais maligno, preferem o uniforme de Kirby.
O Homem-Areia também enfrentou o Hulk e, numa história nos anos de 1970, para se curar de uma doença que estava transformando seu corpo em vidro, fez uma transfusão de sangue com Betty Ross, a namorada do Gigante Esmeralda. Ele se curou, mas a moça passou algum tempo transformada em uma estátua de vidro.
Nas histórias entre 1980 e 1990, Baker se regenerou após se tornar um monstro de barro ao ser fundido com o Homem-Hídrico, mudou seu nome para Sylvester Mann para evitar problemas com a lei e ingressou nos Vingadores. Mais tarde, abandonou o grupo e passou a trabalhar para Silver Sable, mas foi sequestrado por seu antigo companheiro do Quarteto Terrível, o Mago. O Mago usou sua máquina de controle de identidade para devolver ao Homem-Areia sua personalidade maligna. A máquina fez efeito, mas imediatamente o Homem-Areia se voltou contra o Mago, irritado por este ter manipulado sua mente. 
De volta ao crime, Baker voltou a confrontar o Homem-Aranha, ingressando num novo Sexteto Sinistro. Devido a um desentendimento com Venom, parceiro de equipe, Baker foi mordido, o que provocou uma reação no seu corpo, levando-o a se desmanchar. O Homem-Areia acabou espalhado por Nova York, dividido em vários Homens-Areias, cada um com um fragmento de sua personalidade. Depois, ao se reconstruir, seu lado ruim acabou prevalecendo.

## Poderes e habilidades
Originalmente, os poderes de Flint Marko consistiam em controle de areia, podendo mudar sua espessura, tamanho e formato. Ele é quase indestrutível e impossível de se confinar, já que pode ficar fino para atravessar qualquer passagem e endurecer como uma rocha. Mas, sendo feito de areia, a água pode desfazê-lo.

## Outras versões

### 1602
No universo 1602, Flint Marko é apresentado como capitão do navio do Quarteto Terrível. Nessa história, ele é apresentado como um homem albino com o poder de manipular pensamentos e desmaiar pessoas.

## Em outras mídias

### Desenhos Animados
- Flint Marko aparece em The Spectacular Spider-Man. Na série, o vilão tem uma grande evolução durante os eventos que se seguem.

### Filmes

Thomas Haden Church interpreta o personagem no filme Homem-Aranha 3.

O Homem-Areia é um dos três vilões do filme Homem-Aranha 3, onde é interpretado por Thomas Haden Church. No filme, Flint Marko foge da cadeia para visitar sua filha doente, mas é expulso de casa pela ex-esposa. Em uma tentativa de fuga da polícia, ele acaba caindo em um campo de testes nucleares e o aparelho modifica seu código genético, transformando-o em um ser arenoso. Marko, então, decide usar seus poderes para assaltar bancos, porém, interceptado pelo Homem-Aranha com sua roupa alienígena, é aparentemente morto, mas sobrevive e aceita se juntar a Eddie Brock para se vingar do Aranha. Na cena final, reaparece para esclarecer seu atentado a Ben Parker e a razão dos seus assaltos, sendo perdoado por Peter antes de virar areia e sair voando pela cidade.
Retorna como um dos cinco vilões no filme Homem-Aranha: Sem Volta para Casa, reinterpretado por Thomas Haden Church.